# Scatella curtipennis
Scatella curtipennis är en tvåvingeart som först beskrevs av Becker 1905.  Scatella curtipennis ingår i släktet Scatella och familjen vattenflugor. Inga underarter finns listade i Catalogue of Life.